# Dangers on a Train
Dangers on a Train (с англ. — «Опасность в поезде») — двадцать второй и последний эпизод двадцать четвёртого сезона мультсериала «Симпсоны». Выпущен 19 мая 2013 года в США на телеканале «FOX».

## Сюжет
У Гомера и Мардж скоро годовщина свадьбы. Гомер вспоминает свою первую годовщину, когда они посещали торговый центр, дали маленького Барта Неду Фландерсу и катались на поезде под названием «Крошка Лиза» (в честь которого и была названа его дочь). Гомер вновь идёт в торговый центр, но с ужасом обнаруживает, что тот самый поезд сломался и потрепался. Ни теряя ни минуты, он привозит его домой и вместе со своими друзьями пытается его починить. В это время Мардж заказывает для Гомера кексы в интернет-магазине «Долли Мэдисон». Но Сельма и Пэтти говорят сестре, что она по ошибке представилась сайту «Сэсси Мэдисон», сайту знакомств разведённых людей. Убирая сообщения от других людей, она случайно знакомится с мужчиной по имени Бен, с которым встречается лично в магазине. Она узнаёт, что ему нравится её любимый сериал «Плебания Аптон», и смотрит его вместе с Беном по Skype. Гомер всячески скрывает свой сюрприз для жены, что не нравится Мардж.
Наступает годовщина. Гомер притворяется, что у него болит спина, и посылает Мардж далеко за лекарством, а сам заканчивает постройку поезда. Во время поездки Мардж пытается забыть Бена, но тщетно. Вернувшись домой, Мардж видит, что Гомер сделал поезд под названием «Великолепная Мардж», и воссоединяется с Гомером. Приходит Бен и его жена, Рамона. Но Мардж останавливает надвигающийся конфликт, говоря, что главный секрет идеального брака — секретов быть не должно. Бен и Рамона мирятся, в том числе и Мардж с Гомером (который ничего не понимает).
В конце показывают трейлер-пародию к сериалу «Аббатство Симптон».

## Интересные факты
- Когда начался 24 сезон, создатели сериала устроили конкурс сцен на диване в Америке и Канаде. Сцены победителей будут воплощены в финальном эпизоде сезона. Победителем американского конкурса стала Шерил Браун, канадского — Рэй Савайя, и их сцены были отображены в заставке.
- Бена озвучил Сет Макфарлейн, актёр озвучивания и продюсер мультсериала «Гриффины». Аналогичный шаг ранее был совершен Дэном Кастелланетой, поучаствовавшим в эпизоде «Гриффинов» Ratings Guy в коротком камео Гомера Симпсона.
- В блокноте Мардж записан заключённый #RABF17. Этот номер является кодом серии.

## Культурные отсылки
- Любимый сериал Мардж и Бена, «Плебания Аптон», а также трейлер-пародия к сериалу «Аббатство Симптон» — это отсылка к сериалу «Аббатство Даунтон».

## Отношение критиков и публики
Во время премьеры эпизод просмотрело около 4.52 миллионов человек 18-49 лет, и он получил рейтинг 2.1. Вместе с эпизодом «The Saga of Carl» он стал вторым по просматриваемости (первый — «Гриффины», «Roads to Vegas» и «No Country Club for Old Men»).
Критики оценили эпизод смешанно, сравнивая его с эпизодом «Life on the Fast Lane». Роберт Дэвид Салливан дал оценку «C+» со словами: «Эпизод является стандартным, это очередная история об отношениях Гомера и Мардж, однако это одна из самых милых историй об их отношениях».